# رادنیتسه
رادنیتسه (به چکی: Radenice) یک منطقهٔ مسکونی در جمهوری چک است که در ناحیه ژدار ناد سازاووو واقع شده‌است. رادنیتسه ۶٫۷۴ کیلومتر مربع مساحت و ۱۵۶ نفر جمعیت دارد و ۵۹۸ متر بالاتر از سطح دریا واقع شده‌است.